# カッ
カッ（갓）または笠子帽は、朝鮮の伝統的な帽子の一種である。李氏朝鮮の服飾の一つで、両班が頭にかぶる冠帽の一種。頭を覆う部分であるモジャと、顔を覆うつばの部分であるヤンテから成り立つ。ちなみに、頭に帽子を固定する紐の名称は、ガクン(カクン)である。

## 概要
カッは、モジャとヤンテの区別が難しいパンガッ型と、区別がはっきりしたペレンイ型に、大きく分けられる。パンガッ型には、サッカッ（삿갓）、パンガッ（방갓）などがあり、ペレンイ型には、ペレンイ（패랭이）、草笠（초립）、黒笠（흑립）、朱笠（주립）、白笠（백립）、玉鷺笠（옥로립）などがある。
カッサゲ（갓싸개）は、カッを保護する布地で、身分の貴賎に従って、布、紗、毛などで区別した。カックン（갓끈）は、カッに付けた紐で、カックンの形と材料だけでもって身分が分かった。カッヤンテ（갓양태）は、カッのつばに該当する丸くて平たい部分で、糸筋のように細くした竹の筋を編んで作る。貴賎に従ってカッヤンテの広さが違った。カッの丸い形は、円形の竹枠によって作られる。

## 歴史
19世紀には中人以上と既婚者だけがカッをかぶることができた。髷を保護する帽子だった。とても損傷しやすく、外部衝撃によりたやすく形が傷つく。このため、カッをかぶる人はカッが損傷しないように留意しなければならない。英祖、正祖の時のカッは、その時代の風俗図で見られるように、ヤンテが比較的広かった。そこに琥珀や玳瑁などで作ったカックンを胸の下に長く垂らして、その趣をいっそう増した。純祖末期には、ヤンテがもっと広くなり、それ以前の肩を覆う程度だったものから、座った人を完全に覆う程度にまで広がったが、興宣大院君執政以後、社会改革の一環でカッの幅が細くなったりした。

## 写真

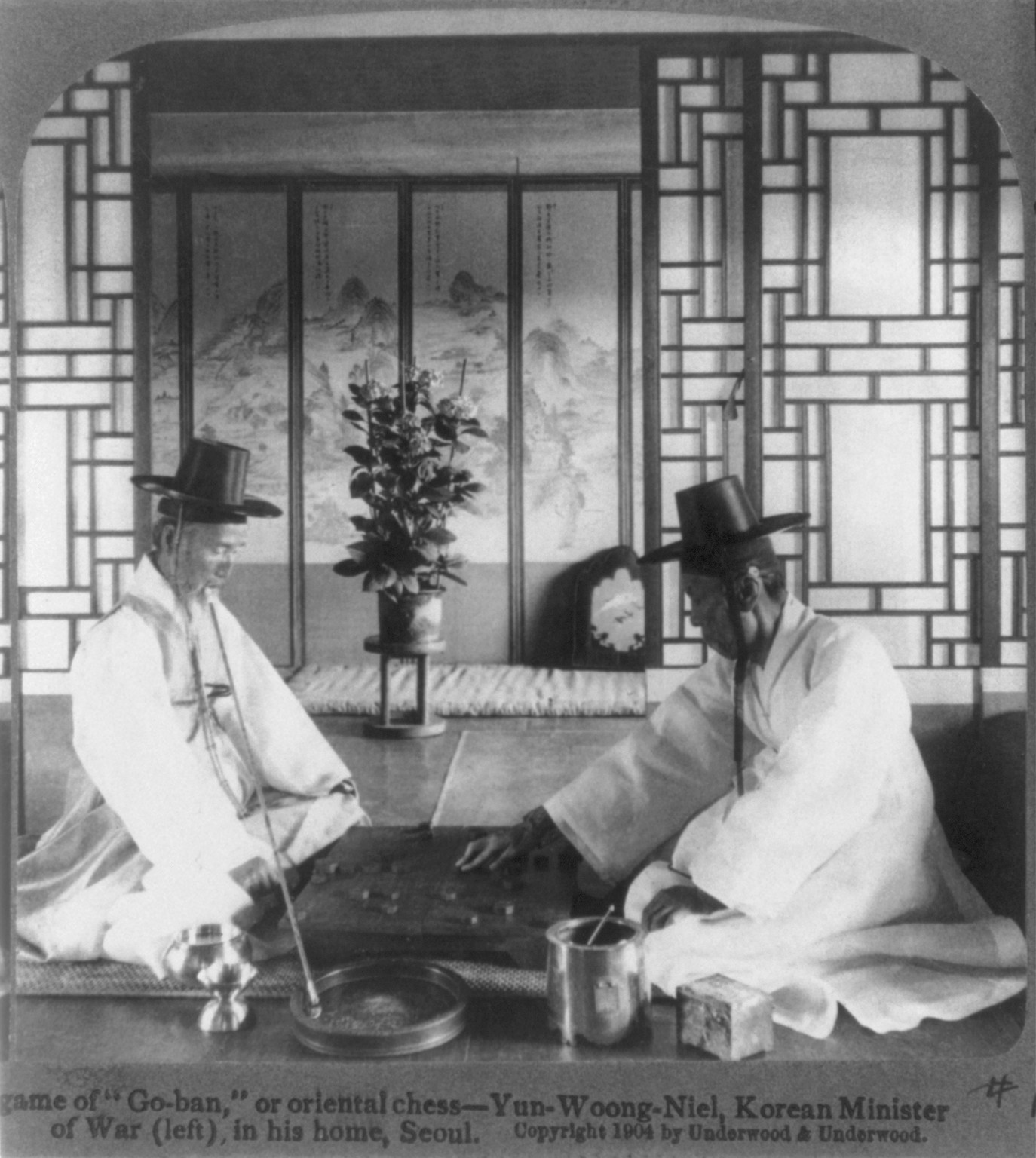
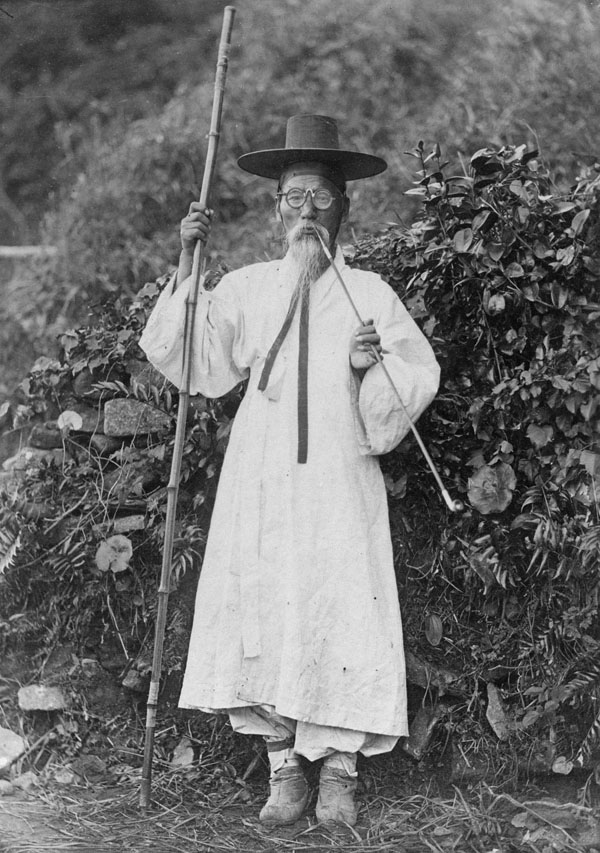
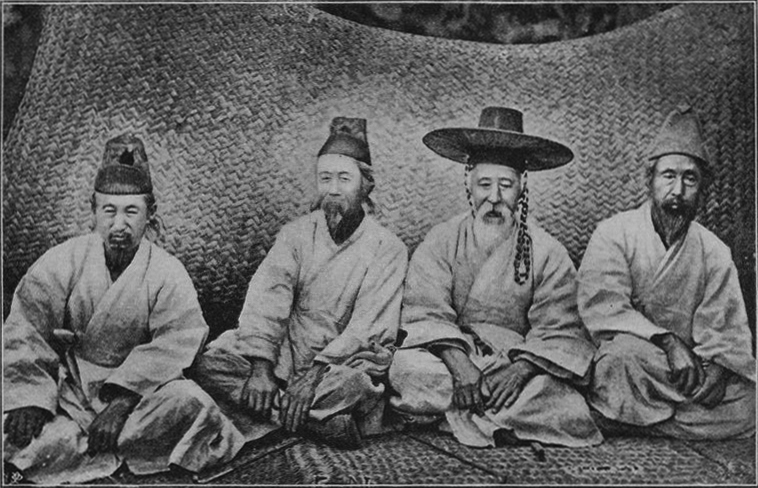
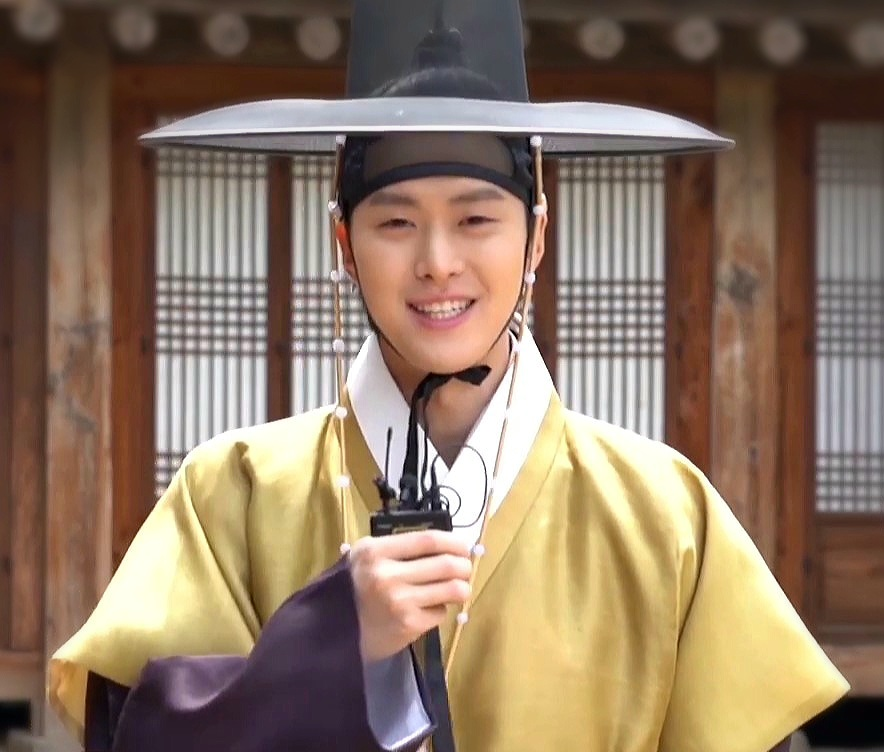
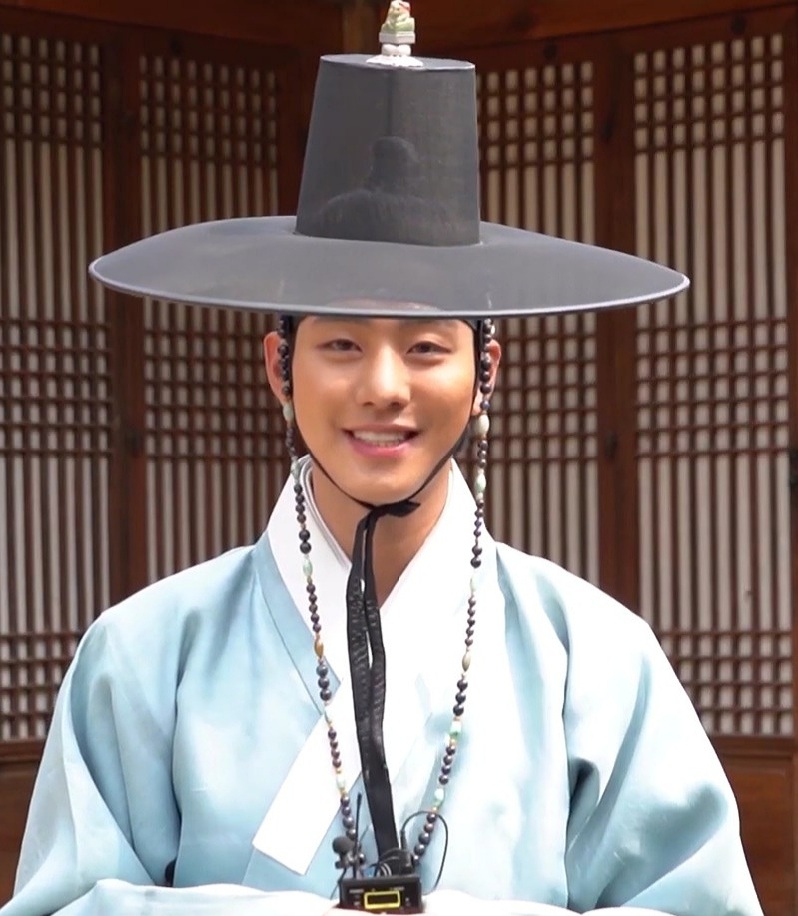
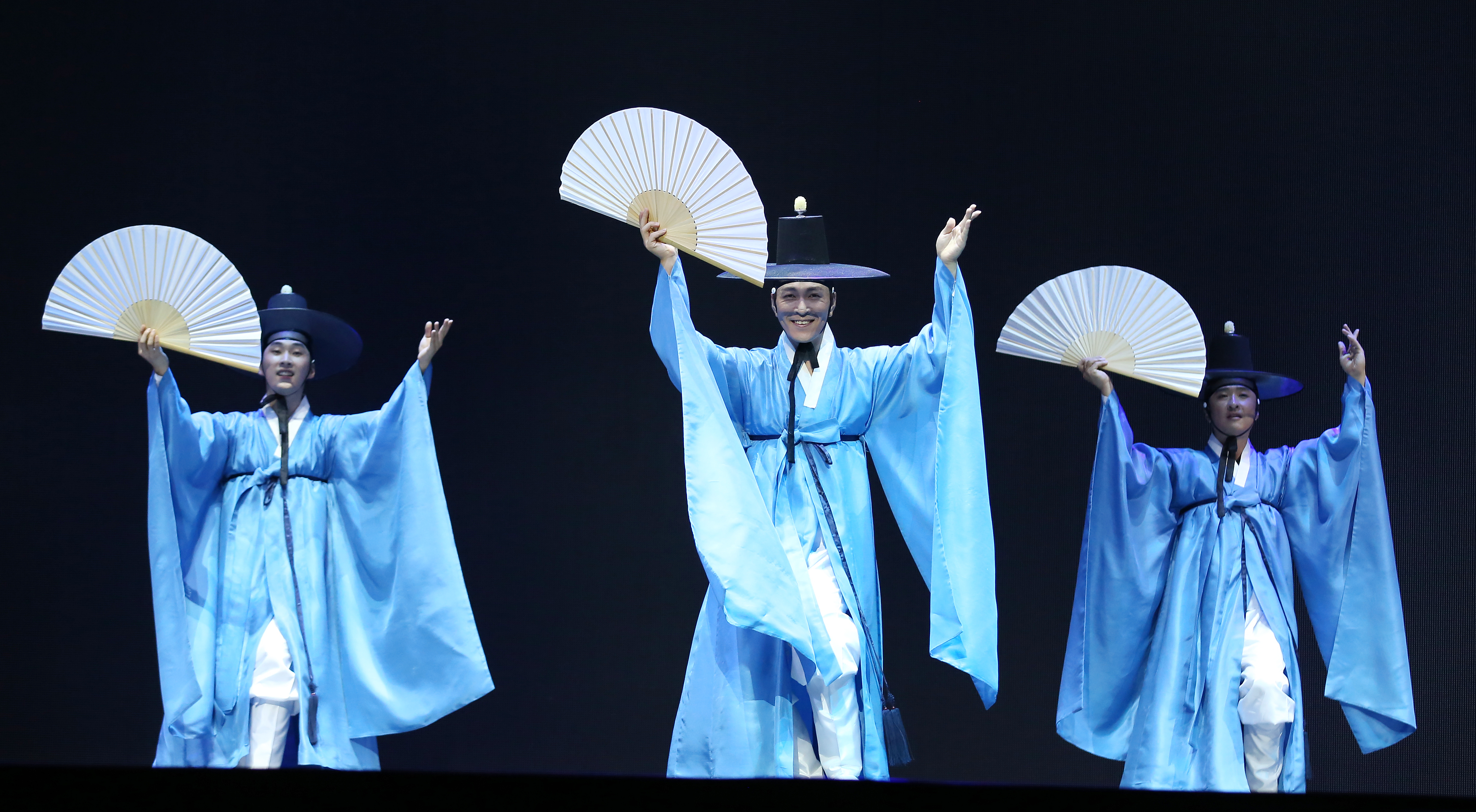
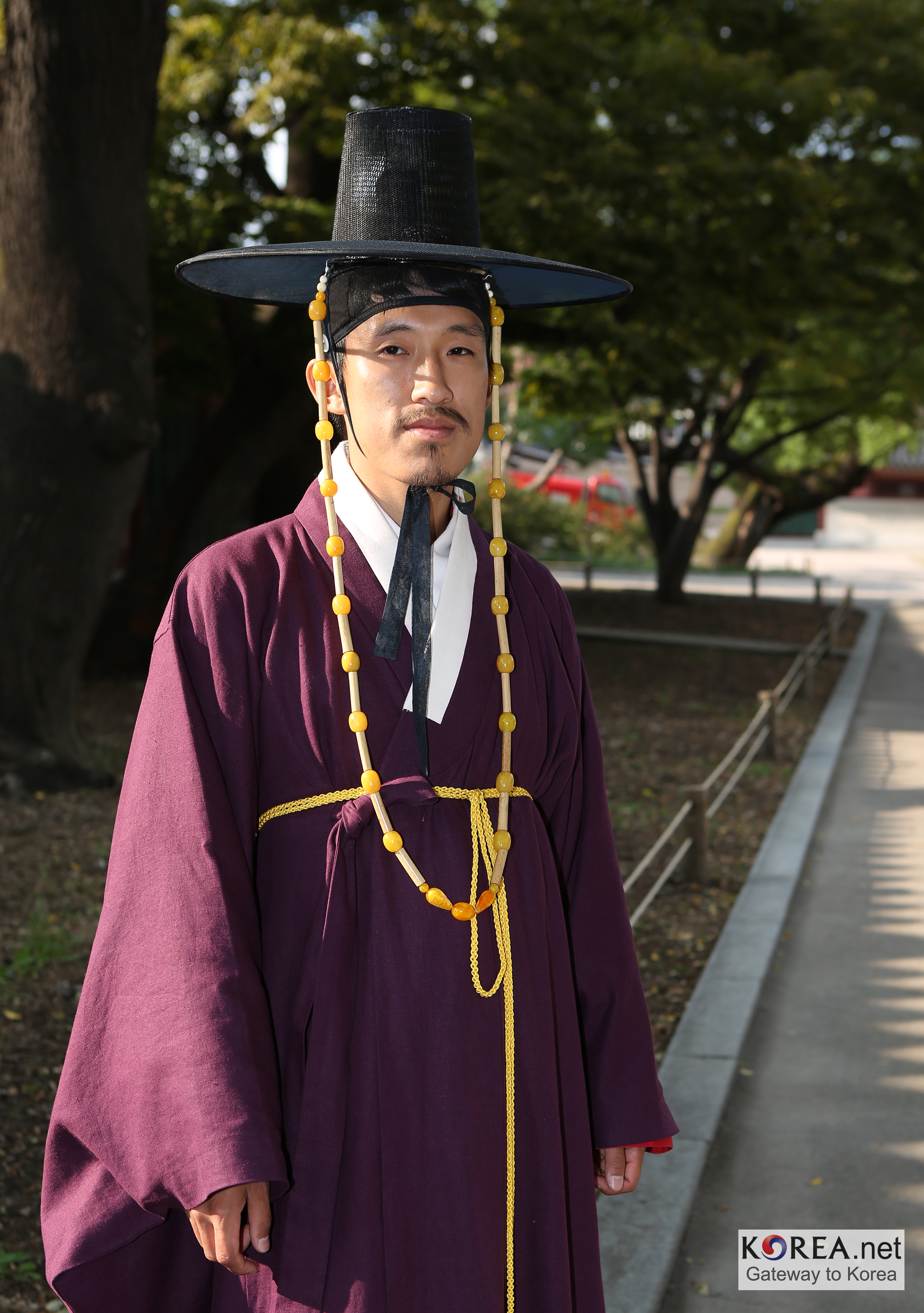